# Лес Бонс (футбольный клуб)
«Лес Бонс» (кат. UE Les Bons) — бывший андоррский футбольный клуб из одноимённого населённого пункта, выступавший в чемпионате Андорры 1996/97.

## История
Команда дебютировала в чемпионате Андорры в сезоне 1996/97. Клуб провёл 22 игры, в которых одержал 6 побед и 4 раза сыграв вничью, набрав при этом 22 очка. В итоге «Лес Бонс» занял 10 место и в итоге покинул высший дивизион.

## Статистика
| Сезон   | Дивизион        | Место в чемпионате | И  | В | Н | П  | ГЗ | ГП | О  | Кубок Андорры | Примечание |
| ------- | --------------- | ------------------ | -- | - | - | -- | -- | -- | -- | ------------- | ---------- |
| 1996/97 | Примера Дивизио | 10                 | 22 | 6 | 4 | 12 | 37 | 66 | 22 |               | Понижение  |